# Storena aleipata
Storena aleipata là một loài nhện trong họ Zodariidae.
Loài này thuộc chi Storena. Storena aleipata được Brian John Marples miêu tả năm 1955.